# 国家会展中心駅 (天津市)
国家会展中心駅（こっかかいてんちゅうしんえき）は、中華人民共和国天津市津南区国展大道に位置する天津地下鉄1号線の駅。

## 歴史
- 2020年4月23日：北洋村駅として開業[1]。
- 2022年1月26日：国家会展中心駅に改称[2]。

## 駅構造
島式ホーム1面2線を有する地下駅。

### のりば
案内上ののりば番号は設定されていない。
| 番線 | 路線    | 行先       |
| ---- | ------- | ---------- |
|      | ■ 1号線 | 劉園方面   |
|      | ■ 1号線 | 双橋河方面 |

## 駅周辺
- 国家会展中心 (天津)（中国語版）

## 隣の駅
天津地下鉄
■ 1号線
高荘子駅 - 上郭荘駅（未開業） - 国家会展中心駅 - 国瑞路駅